# Leucania derufata
Leucania derufata là một loài bướm đêm trong họ Noctuidae.